# IEC 60027
IEC 60027は、国際電気標準会議 (IEC) が定めた「電気用文字記号」についての国際規格である。元はIEC 27として制定されたが、国際標準化機構 (ISO) の規格番号との重複回避のため60000が加えられた。
IEC 60027は以下の7つの部からなる。
- IEC 60027-1: 一般
- IEC 60027-2: 電気通信と電気
- IEC 60027-3: 対数的な量と単位
- IEC 60027-4: 回転電気機械で用いられる量の記号
- IEC 60027-6: 制御工学
- IEC 60027-7: 生理学な量と単位

ISOの国際規格ISO 31で量と単位について定めており、IEC 60027と内容が近い。そのため、ISO 31とIEC 60027の改訂をISOとIECが共同で行い、その結果が ISO/IEC 80000「量と単位」としてまとめられている。この規格はIEC 60027の一部とISO 31を継承するものである。

## IEC 60027-2
1999年1月に発行されたIEC 60027-2の第2次改定で、世界で初めて二進接頭辞が導入された。これはIECが1996年に提唱したもので、当初はキビ (Ki)、メビ (Mi)、ギビ (Gi)、テビ (Ti) の4つだったが、IEC 60027-2の第2次改定でペビ (Pi)、エクスビ (Ei) が追加された。2000年に発行されたIEC 60027の第2版では変更はなかったが、2005年の第3版でゼビ (Zi)、ヨビ (Yi) が追加された。
ISO/IEC 80000では、第13部（IEC 80000-13）がIEC 60027-2:2005の3.8節・3.9節を継承している。重要な変化は、いくつかの量に明示的な定義を追加しただけである。